# Guillermo Rigondeaux
Guillermo Rigondeaux Ortiz (* 30. září 1980 Santiago de Cuba) je kubánský boxer bantamové a pérové váhy, známý pod přezdívkou „Šakal“.
Jako amatér vyhrál 243 ze 247 zápasů, do nichž nastoupil. Je dvojnásobným olympijským vítězem z let 2000 a 2004, vyhrál mistrovství světa amatérů v boxu 2001 a 2005, Panamerické hry 2003 a Světový pohár v boxu 2002, 2005 a 2006.
V roce 2007 opustili Rigondeaux a jeho týmový kolega Erislandy Lara kubánskou výpravu na Panamerických hrách v Rio de Janeiro, byli však zadrženi brazilskou policií kvůli propadlým vízům a odesláni na Kubu. Podle verze případu uvedené v kubánských médiích se skrývali kvůli porušení životosprávy, ale pak se přihlásili policii a dobrovolně se vrátili do vlasti. Byli potrestáni vyřazením z reprezentace.
V roce 2008 Rigondeaux emigroval z Kuby na pašeráckém člunu a podepsal profesionální smlouvu s firmou Arena Boxing. Stal se v roce 2012 mistrem světa organizace World Boxing Association a v roce 2013 podle The Ring a World Boxing Organization. Jeho bilance v profesionálním ringu je devatenáct vítězství a jedna porážka.